# Halone recurviloba
Halone recurviloba är en fjärilsart som beskrevs av Rothschild 1912. Halone recurviloba ingår i släktet Halone och familjen björnspinnare. Inga underarter finns listade i Catalogue of Life.